# Calle del Conde de Xiquena
La calle del Conde de Xiquena (antes llamada Reyes alta y luego calle de las Salesas) es una vía pública de Madrid, en el barrio de Justicia del distrito Centro. Comienza en la calle de Prim y acaba en la de Bárbara de Braganza. En 1901 se renombró con el título del que fuera gobernador de Madrid, José Álvarez de Toledo y Acuña.

## Historia

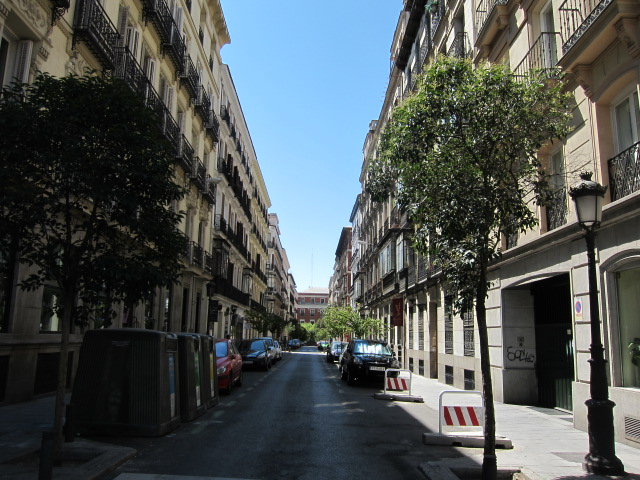
Calle del Conde de Xiquena (en agosto de 2011)

Aparece tanto en el plano de Texeira (1656) como en el de Espinosa (1769) como calle de los Reyes alta, aunque luego tomó el nombre popular de calle de las Salesas al quedar concluido el destacado conjunto monacal de las Salesas Reales. Con esos antiguos nombres menciona esta vía Ramón de Mesonero Romanos en sus paseos por El antiguo Madrid (1861), describiéndola ya como una calle que

«corría recta (entonces llamada de los Reyes alta) á salir á la de Alcalá, por donde después fué jardín conocido por el del Valenciano, y entre donde después se alzaron los edificios de Buena-vista y la Dirección de Infantería».

El 12 de julio de 1901 se decidió por acuerdo municipal rebautizar esta calle dedicándosela a José Álvarez de Toledo, diplomático y político del siglo xix de linaje aristocrático hispano-italiano, nacido en París.
Los primeros edificios documentados en esta calle datan de 1792, poblándose poco a poco de casas más o menos señoriales. Entre sus locales ‘con historia’ pueden recordarse el desaparecido café de las Salesas (1878-1945), que estuvo en el actual número 17; allí donde el 8 de diciembre de 1933, el poeta Antonio Machado y la periodista Rosario del Olmo (con el camarero Braulio reflejado en el gran espejo del local) fueron inmortalizados por el fotógrafo Alfonso (imagen considerada como una de las más representativas fotografías de Machado); y el Restaurante Oliver, fundado por Adolfo Marsillach en 1966, y relanzado en 2002 por su nuevo propietario, Karim Chauvin. Finalmente, otro local popular en el último cuarto del siglo xx, fue la pizzería abierta en 1977 en el número 4, por el bailarín Antonio Gades y su tercera esposa Pepa Flores, como Casa Gades, con su distribución arquitectónica interior digna de Escher y sus paredes cubiertas por fotos autografiadas por famosos comensales.